# Кезгайло, Николай Янович
Николай Янович Кезгайло (ок. 1451—1512) — государственный деятель Великого княжества Литовского, маршалок великий литовский (1510—1512).

## Биография
Представитель литовского боярского рода Кезгайло герба «Задора». Второй сын Яна Кезгайловича (ок. 1415—1485), старосты жемайтского и каштеляна виленского. Старший брат — староста жемайтский и гетман великий литовский Станислав Янович Кезгайло (ок. 1451—1527).
С 1509/1510 года занимал должность маршалка земского литовского.
После смерти своего отца Николай Кезгайло унаследовал часть Дзелтова и Крож, Дворец, Ельну и другие имения.
Дети:
- Николай Кезгайло (ок. 1495—1529)
- Барбара, жена тиуна виленского Андрея Завиши (ок. 1450 — до 1534)
- Анна, жена Станислава Шемета